# Saint-Just-près-Brioude
 Saint-Just-près-Brioude  es una población y comuna francesa, situada en la región de Auvernia, departamento de Alto Loira, en el distrito de Brioude y cantón de Brioude-Sud.

## Demografía
| 629 | 586 | 515 | 465 | 394 | 390 |
| Para los censos de 1962 a 1999 la población legal corresponde a la población sin duplicidades (Fuente: INSEE [Consultar]) |     |     |     |     |     |